# 新闻和报纸摘要
《新闻和报纸摘要》是中国中央人民广播电台每天早间播出的一档新闻节目，也是该台历史最长、影响最大、地位最高的广播节目。在中国大陆拥有较大影响力。根据中央人民广播电台官方的介绍，该节目的收听率始终名列全台各类节目榜首，拥有广泛、长期而固定的听众群。

## 历史
- 1950年4月10日，《首都报纸摘要》节目开播，受当时通讯条件限制，安排节目在每晚18:30播出。另外，开播初期的《首都报纸摘要》并非全国各地电台联播[註 1][2]。
- 1952年1月30日，由于中央人民广播电台节目调整，《首都报纸摘要》停播[2]。
- 1955年4月4日-7月3日期间，该节目以《中央报纸摘要》名称恢复播出并移入早间时段播出。同年7月4日更名为《新闻和报纸摘要》[2]；1956年-1960年11月6日期间更名为《新闻和中央报纸摘要》，1960年11月7日-1967年1月25日期间再次更名为《新闻和首都报纸摘要》并开始固定在每天早上6:30分播出至今，1967年1月26日复名《新闻和报纸摘要》[3]:90。文革初期，节目曾一度停播。[3]:35文革期间，《新闻和报纸摘要》使用《东方红》作为开始曲；1978年，《新闻和报纸摘要》曾短暂使用过一段不知名的音乐作为开始曲，因风格偏软，被不少听众质疑，甚至被称作是“靡靡之音”，这段音乐使用了不到一周就被撤换，改为与《各地人民广播电台联播》（今《全国新闻联播》）相同的《歌唱祖国》，沿用至今。[4]
- 1996年8月30日起，该节目的新闻提要环节开始由男女双主持人播出；9月1日，每日报摘部分取材范围由北京报纸扩大到全国报纸；9月7日，该节目全部环节开始由男女双主持人播出。[5]
- 1999年-2003年间，中央人民广播电台第一套节目先后推出早间新闻板块《早间新闻网》、《这里是中国》，该节目成为两大板块的环节之一。[6]
- 2008年11月1日起，《新闻和报纸摘要》开始以直播方式播出，该节目曾于1981年短暂直播，同年11月20日的《新闻和报纸摘要》对杭州地铁工地坍塌事故的最新进展通过记者现场连线的方式进行了同步直播，这也是该节目首次对新闻事件进行同步直播，但自2018年下半年后该节目恢复录播。[7]

## 内容
《新闻和报纸摘要》自1961年11月6日起首播时间固定在中央人民广播电台第一套节目（现中央人民广播电台中国之声）早上6:30-7:00播出，但也会因为重大事件而延长播出时间，在毛泽东逝世后的一段时间（9月12日、18日），该节目播出时间长达6小时30分（6:30-13:00），创下《新闻和报纸摘要》播出至今的最长记录。
《新闻和报纸摘要》的开始曲为《歌唱祖国》，播放开始曲的同时会由播音员播报节目名称（2013年2月1日至今的版本为央广播音员姚科播报）：“中央人民广播电台，现在是《新闻和报纸摘要》节目时间。”
开场问候之后，会播报当日农历和公历日期及当日北京天气，之后播出新闻提要；如延长播出时间，在提要后会播报“今天的节目大约需要xx分钟”。之后的内容则与中国中央电视台《新闻联播》类似：首先是中共中央政治局常委的活动以及中共中央或中央人民政府举行的会议。随后是各类专题报道，之后是国内要闻，最后以国际新闻为结尾。
上述内容全部播出完毕后，主持人会首先播报当天《新闻和报纸摘要》的制作人员名单，其次提醒听众关注中央人民广播电台的官方网站“央广网”，以及关注总台音频app“云听”和央视手机应用程序“央视新闻”。
《新闻和报纸摘要》开播初期一部分的内容主要取材于北京当日出版的中央主要报纸，如《人民日报》、《光明日报》等，1996年-2016年间报纸的取材范围达到了从全国性行业报到各省和部分城市的机关报等。一部分的内容也源自于新华社稿件和央广记者自采的新闻稿件。自2016年初召开党的新闻舆论工作座谈会后，《新闻和报纸摘要》取消报纸摘要环节，现时该节目的大部分新闻内容主要都来源新华社通稿和央广（以及后来的总台）自采新闻。《新闻和报纸摘要》每天首播完毕后都会上传文字版。

## 节目播音员/主持人
备注：2018年3月中央广播电视总台建立后至2022年11月间，部分主播同时为中国中央电视台《新闻联播》、《新闻直播间》等新闻节目配音。
女播
- 郑岚（郑小晶）、李丹丹、成亚、林溪（赵梦娇）、婉莹（贡婉莹）、赵宇昕（宇昕）

男播
- 方亮（王凤军）、忠诚（孙广东）、杨波、智鹏（陈智鹏）、陈亮、尹麒（王尹麒）

## 播出时间
- 首播：中央人民广播电台中国之声：一般为6:30-7:00
- 重播：
  - 中央人民广播电台中国之声：一般为9:00-9:30
  - 中央人民广播电台经济之声：一般为7:00-7:30

备注：《新闻和报纸摘要》也会在全国各地方广播电台的主要频率同步转播，但在部分地区则会采用多个频率进行转播，如北京广播电视台下属的北京新闻广播以及城市广播副中心之声、内蒙古广播电视台下属的内蒙古新闻广播、汉语新闻综合广播以及交通之声、四川广播电视台下属的四川之声（综合广播）、新闻广播以及民族广播、湖南人民广播电台下属的综合广播、News938潇湘之声以及湖南电台交通频道、福建厦门人民广播电台下属的厦门综合广播以及经济交通广播等。
也有部分地方电台因主频率停播而改在非主频率转播《新闻和报纸摘要》。如湖南株洲市广播电视台原先安排在株洲综合广播转播央广《新闻和报纸摘要》节目，但自2024年3月19日起株洲综合广播停播后，株洲台转播央广《新闻和报纸摘要》节目的任务交由株洲交通广播负责。
为方便中国大陆西部地区的听众，《新闻和报纸摘要》每天都在央广第一套节目设立重播时段，一般为8:30-9:00，1999年1月1日随着第一套节目改版，《新闻和报纸摘要》一度取消在第一套节目的重播，2000年10月18日起恢复，仍为8:30-9:00。
2005年1月1日起，《新闻和报纸摘要》在第一套节目的重播时间从8:30延后到9:00。
2009年1月1日，9:00重播版《新闻和报纸摘要》更名为《新闻和报纸摘要·更新版》，一部分内容会进行更新或改为二次直播，另设有中国之声全天节目预告，此外还有电视、部分电台当日节目预告。2012年起9:00更新版取消。
2019年10月15日，随着中国之声改版，《新闻和报纸摘要》恢复9:00档的重播，有时部分内容会在9:00档进行更新。
此外，台海之声、大湾区之声、神州之声、中国乡村之声、音乐之声也曾转播或重播《新闻和报纸摘要》，中国铁路总公司的部分铁路客车也会同步转播《新闻和报纸摘要》（采用行经地电台信号）。

### 不转播或延迟播出
由于时差关系，6:30《新闻和报纸摘要》播出时，中国西部的新疆、西藏、青海等地正值凌晨，因此该节目还在北京时间每天早上7:00在第二套节目经济之声重播。
西藏广播电视台汉语广播除了在6:30同步转播外，亦会在8:00安排重播。如地方台6:30-7:00时未开始播音，《新闻和报纸摘要》便会在相应地方台安排录播（也有可能转播经济之声的重播版本），如新疆广播电视台的汉语综合广播、汉语新闻广播和汉语交通广播及新疆部分地市电台会安排在8:00录播（早7:00开始播音）；新疆兵团广播电视台以及新疆部分地市电台虽然已实现24小时播音，但只安排8:00录播《报摘》。拉萨电台由于上午时段播出藏语节目，故在每天0:00-0:30播出前一日的《新闻和报纸摘要》。
为服务部分不会汉语普通话的藏語听众，藏语广播（每日12:00-13:00）也会播出藏語版本。